# جورج كريستيانسن
جورج كريستيانسن (بالألمانية: Georg Christiansen)‏ هو جندي ألماني، ولد في 21 أكتوبر 1914 في فلنسبورغ في ألمانيا، وتوفي في 14 يونيو 1997 في Kruså ‏ في الدنمارك.